# Oostelijke langstaartheremietkolibrie
De oostelijke langstaartheremietkolibrie (Phaethornis superciliosus) is een vogel uit de familie Trochilidae (kolibries).

## Verspreiding en leefgebied
Deze soort komt voor in Venezuela, de Guiana's en noordoostelijk Brazilië en telt twee ondersoorten:
- Phaethornis superciliosus superciliosus: zuidelijk Venezuela, de Guiana's en noordelijk Brazilië (ten noorden van de Amazone).
- Phaethornis superciliosus muelleri: noordelijk Brazilië (ten zuiden van de Amazone).